# Amazfit
Amazfit je čínský výrobce elektrických zařízení. Společnost byla založená v září 2015, se sídlem v Che-fej. Její produkty vyrábí a vlastní společnost Zepp. Značka nabízí nositelná zařízení „wereables“ včetně chytrých hodinek, fitness náramků a vybavení související se zdravím a sportem.

## Historie
V roce 2016 společnost představila své první chytré hodinky.
V roce 2019 společnost vyvinula svůj vlastní čipset „Huangshan-1“, ten byl představen na Mobile World Congress, na zařízení Amazfit je firma začala instalovat v roce 2019.
V červenci 2019, se čočka fotoelektrického modulu na jednom z modelů chytrých hodinek Amazfit začala uvolňovat, což způsobilo u několika uživatelů spálení pokožky.
Po uvedení chytrých hodinek Amazfit řady GTR byly odhaleny některé problémy, jako je snadné poškrábání obrazovky a výrazné posunutí polohy, což může do značné míry ovlivnit používání hodinek.
V dubnu 2020 se mateřská společnost firmy Amazfit spojila s laboratoří vedenou vědcem Zhong Nanshanem, díky tomu mohou být nositelná zařízení používaná ke sledování respiračních onemocnění (např. koronaviru).

## Zepp OS
Zepp OS je proprietární operační systém používaný v chytrých hodinkách Amazfit, vyvíjený společností Zepp. Hodinky Amazfit jsou jediné, jenž daný systém využívají.
Zepp začal systém vyvíjet v roce 2021 pro hodinky společnosti Amazfit jako náhradu za Amazfit OS, jenž firma do té doby používala. Systém se vyznačuje nízkou energetickou náročností. Hodinky s Zepp OS mohou rovněž využívat hlasového asistenta Amazon Alexa. Přes modely hodinek, jež podporují NFC, lze provádět bezkontaktní platby. Systém je pravidelně (1x ročně) aktualizován, v rámci aktualizací se společnost Zepp snaží vylepšovat plynulost systému. Díky využívanému systému je v Zepp OS v porovnání s jinými systémy relativně jednoduché vytvářet nové aplikace či ciferníky. Za jednu z výhod systému je považována také jeho nízká velikost, díky níž zabere v úložišti hodinek pouhých 55 MB.